# 黒田宣政
黒田 宣政（くろだ のぶまさ）は、筑前福岡藩の第5代藩主。

## 生涯
貞享2年（1685年）、福岡藩第4代藩主・黒田綱政の次男として、江戸桜田の藩邸にて生まれた。母は柳河藩主立花鑑虎の養女呂久姫。初名は政則（まさのり）。兄の吉之が早世したため嫡子となり、正徳元年（1711年）の父の死去により跡を継いだ。藩主就任時に将軍徳川家宣より偏諱を受けて宣政と名乗った。
しかし生来病弱で政務を執れず、また嗣子にも恵まれなかったため、叔父で支藩の直方藩主・黒田長清の次男で、従弟にあたる継高を養嗣子として迎え、享保4年（1719年）11月に隠居して家督を継高に譲った。病弱のため、領地筑前に入ることが中々できず、藩政は代理で叔父の長清が行っている。宣政時代の黒田家の文書類はほぼ焼失、散逸しており、従姉妹の市子（酒井河内守忠挙の娘、松壽院）との交換書状が唯一残る。
延享元年（1744年）、江戸桜田藩邸にて死去した。享年60。

## 系譜
- 父：黒田綱政
- 母：呂久姫、心空院 - 立花鑑虎の養女、立花忠茂の八女
- 正室：艶姫、瑞嶺院 - 南部行信の娘
- 養子
  - 男子：黒田継高 - 黒田長清の次男
  - 女子：幸姫 - 黒田継高正室、黒田吉之の次女